# Sam Riffice
Sam Raffice (Sacramento, 1º marzo 1999) è un tennista statunitense.
In singolare ha ottenuto la sua miglior posizione il 17 ottobre 2022 posizionandosi 487º, mentre in doppio è stato 606° il 27 maggio 2019.

## Statistiche

### Tornei minori

#### Singolare

##### Vittorie (2)
| Legenda tornei minori |
| Challenger (0)        |
| ITF (2)               |

| N. | Data           | Torneo                | Superficie | Avversario in finale | Punteggio |
| 1. | giugno 2019    | M25 USA, Wichita      | Cemento    | Brandon Holt         | 6–1, 6–4  |
| 2. | settembre 2022 | M15 USA, Fayetteville | Cemento    | Blu Baker            | 5–1r.     |

##### Finali perse (4)
| Legenda tornei minori |
| Challenger (0)        |
| ITF (4)               |

| N. | Data        | Torneo               | Superficie  | Avversario in finale | Punteggio |
| 1. | aprile 2017 | F15 USA, Vero Beach  | Terra rossa | Calvin Hemery        | 3–6, 1–6  |
| 2. | maggio 2017 | F1 Romania, Bucarest | Terra rossa | Nicolae Frunză       | 3–6, 3–6  |
| 3. | giugno 2018 | F17 USA, Tulsa       | Cemento     | Marc-Andrea Hüsler   | 4–6, 2–6  |
| 4. | giugno 2019 | M25 USA, Tulsa       | Cemento     | Maxime Cressy        | 3–6, 1–6  |